# Яйцеїд індійський
Яйцеїд індійський (Elachistodon westermanni) (інша назва яйцеїд Вестермана) — єдиний представник роду неотруйних змій Elachistodon родини Вужеві. Біологія виду ще не достатньо вивчена. 

## Опис
Загальна довжина сягає 78—84 см. Голова невелика. Тулуб стрункий, подовжений, стиснутий з боків. Очі великі, зіниці вертикальні. Присутні задні борознисті зуби у верхній щелепі. Забарвлення темно—оливкового, коричневого та чорного кольорів. Посеред хребта луска має жовтий колір. Через середину чорної голови йде жовта смуга. Губи жовті. Черево біле з темними плямами.

## Спосіб життя
Полюбляє кам'янисті місцини з чагарником, гірські ліси. Гарно лазить по деревах. Активна вночі. Харчується яйцями птахів та рептилій.
Є яйцекладною змією. Самиця відкладає до 12 яєць.

## Розповсюдження
Мешкає у північній та західній Індії, Непалі та Бангладеші.